# Ignatius Jerome Strecker
Ignatius Jerome Strecker (* 23. November 1917 in Spearville, Kansas, USA; † 16. Oktober 2003) war ein US-amerikanischer Geistlicher und Erzbischof von Kansas City.

## Leben
Ignatius Jerome Strecker empfing am 19. Dezember 1942 durch den Bischof von Wichita, Christian Hermann Winkelmann, das Sakrament der Priesterweihe.
Am 7. April 1962 ernannte ihn Papst Johannes XXIII. zum Bischof von Springfield-Cape Girardeau. Der Erzbischof von Kansas City, Edward Joseph Hunkeler, spendete ihm am 20. Juni desselben Jahres die Bischofsweihe; Mitkonsekratoren waren der Bischof von Kansas City-Saint Joseph, Charles Herman Helmsing, und der Bischof von Dodge City, Marion Francis Forst. Die Amtseinführung erfolgte am 28. Juni 1962.
Am 4. September 1969 ernannte ihn Papst Paul VI. zum Erzbischof von Kansas City. Die Amtseinführung fand am 28. Oktober desselben Jahres statt.
Papst Johannes Paul II. nahm am 28. Juni 1993 das von Ignatius Jerome Strecker aus Altersgründen vorgebrachte Rücktrittsgesuch an.